# 卢瓦萨伊
卢瓦萨伊（法語：Loisail，法語發音：[lwazaj] ⓘ）是法国奥恩省的一个市镇，属于莫尔塔涅欧佩什区。

## 地理
卢瓦萨伊（48°30'4"N, 0°35'26"E）面积5.16 平方千米，位于法国诺曼底大区奧恩省，该省份为法国西北部内陆省份，北起顺时针与卡爾瓦多斯省、厄尔省、厄尔-卢瓦省、萨尔特省、马耶讷省和芒什省接壤。
与卢瓦萨伊接壤的市镇（或旧市镇、城区）包括：维利耶苏莫尔塔涅、库尔容、莫尔塔涅欧佩什、雷韦永、圣马尔德雷诺。

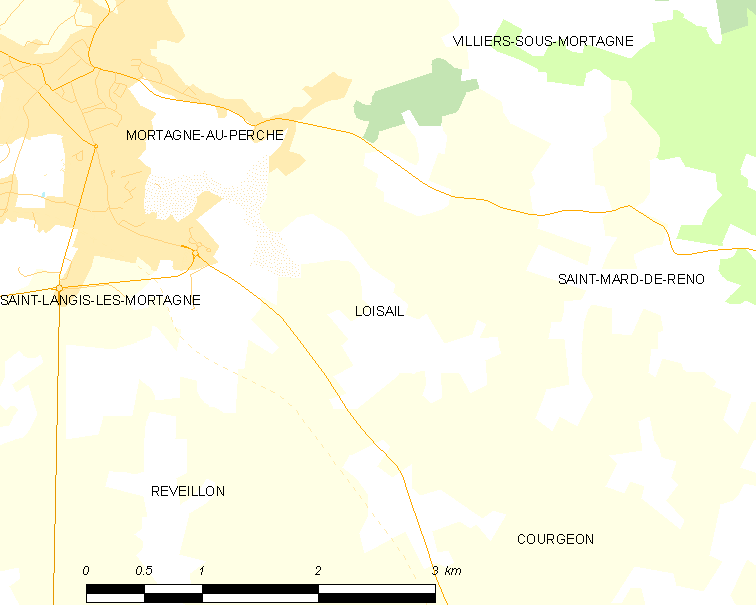
卢瓦萨伊的OSM定位图

卢瓦萨伊的时区为UTC+01:00、UTC+02:00（夏令时）。

## 行政
卢瓦萨伊的邮政编码为61400，INSEE市镇编码为61229。

## 政治
卢瓦萨伊所属的省级选区为莫尔塔涅欧佩什县。

## 人口

1962-2008年间卢瓦萨伊人口变化图示

卢瓦萨伊于2022年1月1日时的人口数量为134人。